# Vienne-la-Ville
Vienne-la-Ville és un municipi francès, situat al departament del Marne i a la regió del Gran Est. L'any 2007 tenia 187 habitants.

## Demografia

### Població
El 2007 la població de fet de Vienne-la-Ville era de 187 persones. Hi havia 80 famílies, de les quals 20 eren unipersonals (12 homes vivint sols i 8 dones vivint soles), 32 parelles sense fills, 20 parelles amb fills i 8 famílies monoparentals amb fills.
La població ha evolucionat segons el següent gràfic:
Habitants censats

### Habitatges
El 2007 hi havia 102 habitatges, 82 eren l'habitatge principal de la família, 12 eren segones residències i 8 estaven desocupats. Tots els 101 habitatges eren cases. Dels 82 habitatges principals, 67 estaven ocupats pels seus propietaris, 12 estaven llogats i ocupats pels llogaters i 3 estaven cedits a títol gratuït; 3 tenien dues cambres, 11 en tenien tres, 17 en tenien quatre i 52 en tenien cinc o més. 64 habitatges disposaven pel capbaix d'una plaça de pàrquing. A 37 habitatges hi havia un automòbil i a 37 n'hi havia dos o més.

### Piràmide de població
La piràmide de població per edats i sexe el 2009 era:
| Homes | Edats   | Dones |
| ----- | ------- | ----- |
| 0     | 95 o +  | 0     |
| 0     | 90 a 94 | 0     |
| 0     | 85 a 89 | 4     |
| 0     | 80 a 84 | 0     |
| 0     | 75 a 79 | 0     |
| 8     | 70 a 74 | 8     |
| 0     | 65 a 69 | 8     |
| 8     | 60 a 64 | 4     |
| 12    | 55 a 59 | 12    |
| 0     | 50 a 54 | 4     |
| 4     | 45 a 49 | 4     |
| 8     | 40 a 44 | 4     |
| 0     | 35 a 39 | 8     |
| 8     | 30 a 34 | 4     |
| 16    | 25 a 29 | 8     |
| 4     | 20 a 24 | 8     |
| 4     | 15 a 19 | 4     |
| 12    | 10 a 14 | 8     |
| 8     | 5 a 9   | 8     |
| 12    | 0 a 4   | 0     |

## Economia
El 2007 la població en edat de treballar era de 112 persones, 78 eren actives i 34 eren inactives. De les 78 persones actives 73 estaven ocupades (40 homes i 33 dones) i 5 estaven aturades (3 homes i 2 dones). De les 34 persones inactives 17 estaven jubilades, 5 estaven estudiant i 12 estaven classificades com a «altres inactius».

### Ingressos
El 2009 a Vienne-la-Ville hi havia 83 unitats fiscals que integraven 187 persones, la mediana anual d'ingressos fiscals per persona era de 18.250 €.

### Activitats econòmiques
Dels 4 establiments que hi havia el 2007, 2 eren d'empreses de construcció, 1 d'una empresa de comerç i reparació d'automòbils i 1 d'una empresa de serveis.
Dels 3 establiments de servei als particulars que hi havia el 2009, 1 era una fusteria, 1 electricista i 1 saló de bellesa.
L'any 2000 a Vienne-la-Ville hi havia 9 explotacions agrícoles que ocupaven un total de 332 hectàrees.

## Poblacions més properes
El següent diagrama mostra les poblacions més properes.